# Andreas Birnbacher
Andreas Birnbacher (* 11. září 1981, Priem am Chiemsee, Bavorsko, Německo) je bývalý německý biatlonista, držitel několika medailí ze světových šampionátů. Jedinou medaili v individuálním závodě vybojoval na mistrovství světa 2007 v Anterselvě, a to stříbrnou v závodě s hromadným startem. Na mistrovství světa 2008 v Östersundu získal s německou smíšenou štafetou zlatou medaili. V roce 2012 na mistrovství světa v Ruhpoldingu získal bronzové medaile se smíšenou i mužskou štafetou. V mužském štafetovém závodě obsadil třetí místo také na mistrovství světa 2013 v Novém Městě na Moravě. Německo reprezentoval také na Zimních olympijských hrách 2010 ve Vancouveru, kde se však medailově neprosadil.

## Vítězství v závodech SP

### Individuální
| Datum:            | Místo:                | Disciplína:               |
| ----------------- | --------------------- | ------------------------- |
| 17. března 2011   | Oslo, Norsko          | Sprint                    |
| 17. prosince 2011 | Hochfilzen, Rakousko  | Stíhací závod             |
| 8. ledna 2012     | Oberhof, Německo      | Závod s hromadným startem |
| 21. ledna 2012    | Rasen-Antholz, Itálie | Závod s hromadným startem |
| 7. prosince 2012  | Hochfilzen, Rakousko  | Sprint                    |
| 16. prosince 2012 | Pokljuka, Slovinsko   | Závod s hromadným startem |